# Nikolaï Kirtok
Nikolaï Naoumovitch Kirtok (en russe : Николай Наумович Кирток) est un aviateur soviétique puis ukrainien né le 6 décembre 1920 et mort le 25 septembre 2022. Pilote d'assaut et As de la Seconde Guerre mondiale, il fut distingué par le titre de Héros de l'Union soviétique.

## Carrière
Né le 6 décembre 1920 à Marinovka dans l'actuelle oblast de Mykolaïv en Ukraine, dans une famille paysanne, Nikolaï Kirtok vécut à Odessa dès son enfance et y travailla comme ouvrier à l'usine « Révolution d'Octobre ». Il apprit à piloter en 1938 dans l'aéroclub de la même ville et rejoignit l'Armée rouge en 1939. En 1943, il fut breveté pilote au collège militaire de l'Air de Tambov.
Transféré au front, au 140.GuShAP (régiment d'aviation d'assaut de la garde), juste à temps pour prendre part à la bataille de Koursk, au cours de laquelle il détruisit son premier Panzer. En 1944, il combattit en Pologne, sur le front de la Vistule et d'octobre 1944 à mai 1945, nommé starchii leïtenant (lieutenant), il commanda une escadrille du 143.GuShAP. Il participa activement à la bataille de Berlin (avril-mai 1945), effectuant ainsi deux missions, le 24 avril et détruisant quatre batteries allemandes.
Le 24 juin 1945, il prit part à la grande parade de la Victoire, qui se déroula sur la place Rouge à Moscou.
À l'issue du conflit, il resta dans l'armée, passa son brevet d'état-major en 1951 et devint officier au bureau des plans de l'état-major général des forces combinées. Il prit sa retraite en 1976 comme général. Il travailla ensuite jusqu'en 1987 comme ingénieur au bureau d'études OKB Yakovlev, à Moscou.

## Palmarès et décorations

### Tableau de chasse
Nikolaï Kirtok est crédité de 5 victoires homologuées, dont 1 individuelle et 4 en coopération, obtenues au cours de 210 missions.
- En outre, il avait détruit au sol 7 chars (et 38 chars endommagés), 54 véhicules automobiles et 6 batteries de DCA.

### Décorations
- Héros de l'Union soviétique le 27 juin 1945 (médaille no 6579) ;
- Ordre de Lénine ;
- Trois fois décoré de l'ordre du Drapeau rouge ;
- Ordre d'Alexandre Nevski ;
- Deux fois décoré de l'ordre de la Guerre Patriotique de 1re classe ;
- Ordre de l'Étoile rouge.

Au total, il reçut 29 médailles et titres de guerre.